# Serie 030-2128 a 2205 de Renfe
La serie 030-2128 a 2205 de Renfe fue un conjunto de locomotoras de vapor procedentes de la antigua serie 1301 a 1386 de la Compañía de los Caminos de Hierro del Norte de España. 
Setenta y ocho máquinas llegaron a RENFE tras la nacionalización ferroviaria de 1941, empresa donde formaron la serie más numerosa de 030. En diciembre de 1942, 75 fueron custodiadas, fuera de servicio en antiguos depósitos de la Compañía de los Caminos de Hierro del Norte de España. En 1954, algunas habían sido trasladadas a Córdoba (030-2156), Pueblo-Nuevo (030-2137), Lérida y Soria. La RENFE las utilizó casi exclusivamente para maniobras.
En 1955 se desguazaron 10; otras 5 lo serían en 1956; 1 en 1957, y otras 23 en 1958. Las cuatro últimas, 030-2163, 2185, 2199 y 2201, fueron desguazadas en 1966.